# 최광 (1918년)
최광(崔光, 1918년 7월 17일 - 1997년 2월 21일)은 조선의 공산주의 독립운동가이며 조선민주주의인민공화국의 군인이자 정치인이다. 조선로동당 정치국원, 당 중앙군사위원회 위원, 국방위원회 부위원장, 인민무력부장 등을 지냈다. 조선인민군 원수이다.

## 경력
1918년 7월에 라선시에서 태어났다. 소련군사학교를 졸업했으며 일제강점기가 끝나기까지 동북항일연군에서 대위로 복무하였다. 1948년 2월에 조선인민군 제1사단장에 취임했다. 1948년 9월, 최고인민회의 대의원에 선출되었다. 1950년 6월에 조선인민군 제13사단장, 1952년 10월에 강건군관학교(현재의 강건종합군관학교) 교장에 각각 취임했다. 1953년 10월에 조선인민군 제5군단장에 올랐으며, 1954년 1월에 조선인민군 중장으로 승진하면서 제1집단군 참모장이 되었다.
1956년 4월, 조선로동당 제3차 당 대회에서 당 중앙위원회 후보위원으로 선출되었다. 1958년 6월에 공군 사령관이 되었고, 1960년 6월에 조선인민군 상장으로 진급했다. 1961년 9월, 제4차 당 대회에서 당 중앙위원으로 선출되었다. 1962년 9월, 민족보위성 부상에 올랐다. 1963년 2월, 조선인민군 대장으로 진급하면서 총참모장에 올랐다. 1966년 10월 12일의 제2차 당대표자회에서 당 정치위원회 후보위원으로 보선되었고, 1967년 12월에 최고인민회의 상임위원에 선출된다. 그러나 1969년 3월에 실각하여 광산 노동자가 된다.
1976년 4월에 황해남도의 도 인민위원회 위원장에 취임하면서 복권된다. 1980년 10월의 제6차 당 대회에서 당 중앙위원, 정치국 후보위원에 선출된다. 1981년 3월에 정무원 부총리에 올랐다. 1982년 4월, 정무원 부총리 겸 수산위원회 위원장으로 취임했다. 1988년 2월 12일에 부총리에서 물러나 군 간부로 옮겼다. 조선인민군 총참모장과 당 중앙군사위원회 위원으로 각각 취임하였고, 동시에 조선인민군 대장으로 승진했다.
1990년 5월 23일의 제6기 제당중앙위원회 제18차 총회에서 당 정치국 위원으로 선출되었고, 국방위원회 부위원장으로 취임했다. 1991년 당 중앙군사위원회 위원으로 선출되었고, 1992년 4월 20일에 조선인민군 차수 칭호가 부여되었다. 1995년 10월 8일, 인민무력부장으로 임명되면서 조선인민군 원수 칭호가 수여되었다.
1997년 2월 21일, 심장마비로 사망했다.
| 전임 (신설) | 국방위원회 부위원장 1990년 5월 23일 - 1997년 2월 21일 | 후임 조명록 |

| 전임 김창봉 | 조선인민군 총참모장 1962년 12월 - 1968년 12월 | 후임 오진우 |

| 전임 오극렬 | 조선인민군 총참모장 1988년 2월 - 1994년 2월 | 후임 최광 |

| 전임 최광 | 조선인민군 총참모장 (오진우와 공동) 1994년 2월 - 1995년 12월 | 후임 김영춘 |

| 전임 오진우 | 조선민주주의인민공화국 인민무력부 부장 1995년 10월 - 1997년 2월 21일 | 후임 김일철 |